# Rujero
Rujero es el nombre de un yacimiento paleontológico en el departamento de Tarija, en Bolivia. Se considera a Rujero como uno de los yacimientos del Pleistoceno más grandes de Sudamérica. 
Los fósiles se encuentran tanto en la comunidad de Rujero como en las comunidades Huayco Grande, Huayco Chico, Distrito de Barbas Cuyo, Distrito de Huayriguana Sur, Distrito de Huayriguana Norte, San José de Charaja, Barrientos, Almendros, San Nicolás, Saladillo, Alisos, Mullicancha, Chorrillos, La Choza y San Isidro. En este yacimiento se encuentran ejemplares fósiles de megafauna y microfauna, como carnívoros, litopternas, desdentados y roedores, entre otros. Resaltan los fósiles de gliptodontes, mastodontes, milodóntidos y megaterios, cuyas vértebras, costillas, fémures y caparazones pueden verse en el suelo. 

## Conservación

### Peligros
Los fósiles están en peligro pues están a la intemperie. Solo algunos están cubiertos con techos improvisados construidos por los lugareños. Asimismo, se ha denunciado que algunas personas se llevan fósiles sin autorización. La falta de cuidados y los robos tanto de personas bolivianas como extranjeras han supuesto que muchos fósiles ya no estén completos, por lo que es importante recolectar los que aún están completos para poder reconstruirlos. Comunarios de Rujero han manifestado que es importante que haya más personas cuidando el yacimiento, dado que es muy grande para que solo un par de personas vigilen toda su extensión.

### Iniciativas de protección
El 1 de junio de 2022 la Alcaldía de Uriondo, la Gobernación del departamento de Tarija y la Facultad de Arquitectura y Ciencias del Hábitat de la Universidad San Francisco Xavier firmaron un convenio para construir un repositorio de fósiles en el municipio, llamado Parque Cuaternario de la Comunidad de Rujero. Para ello, los pobladores donaron 10 hectáreas, en donde están los fósiles. Además de tener interés en que los restos se conserven, los pobladores del municipio de Uriondo quieren que el yacimiento sea una atracción turística que impacte positivamente en la economía local. Según la Ley 530 de Patrimonio, en su artículo 13, el patrimonio arqueológico, paleontológico y subacuático boliviano, descubierto y por descubrir, es de propiedad del Estado Plurinacional de Bolivia, por lo que ninguna persona o institución pública o privada puede reclamarlo a título personal.
En 2005 el municipio de Uriondo, bajo la ordenanza municipal Nº 15/2005, penó la extracción de fósiles con una multa monetaria de Bs 1000. 

## Galería

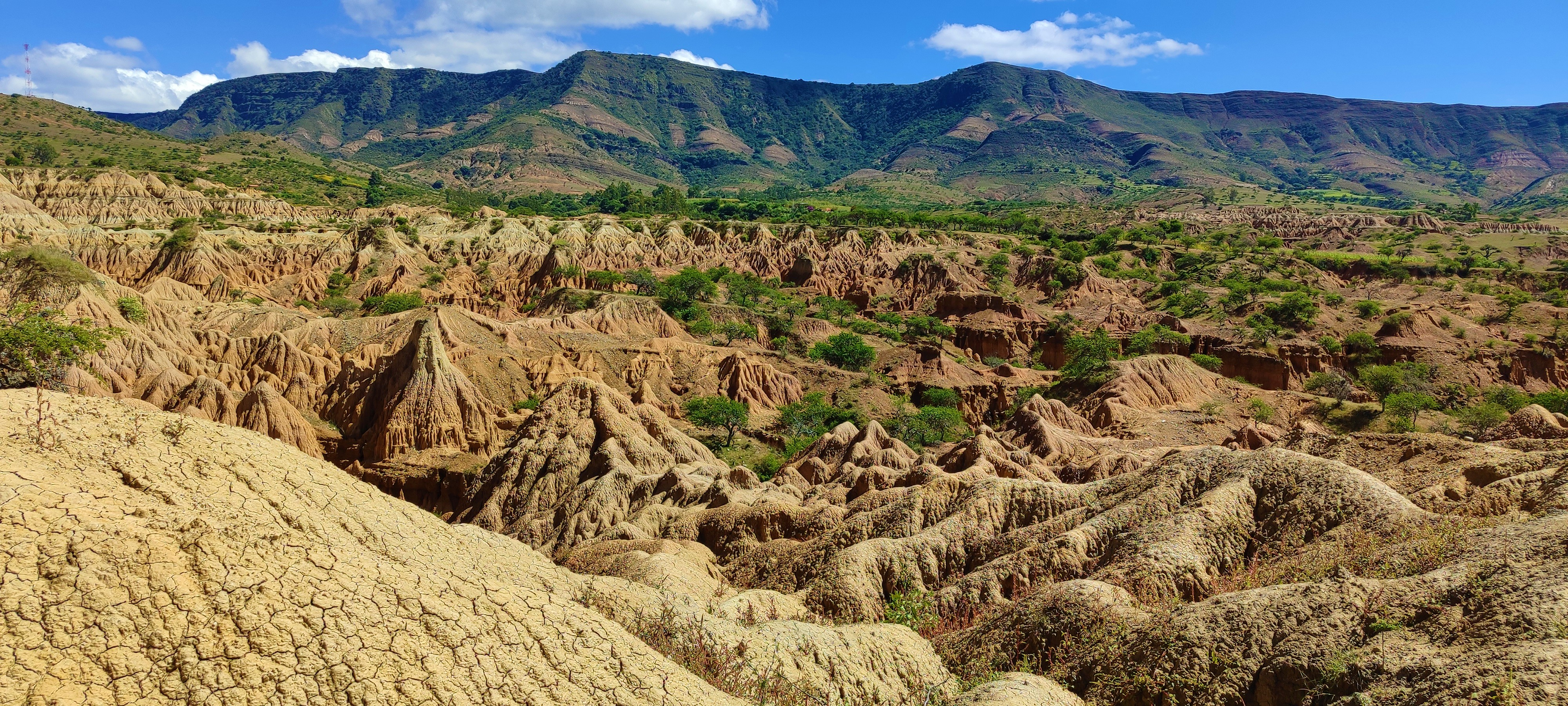
Vista del valle lunar de Rujero
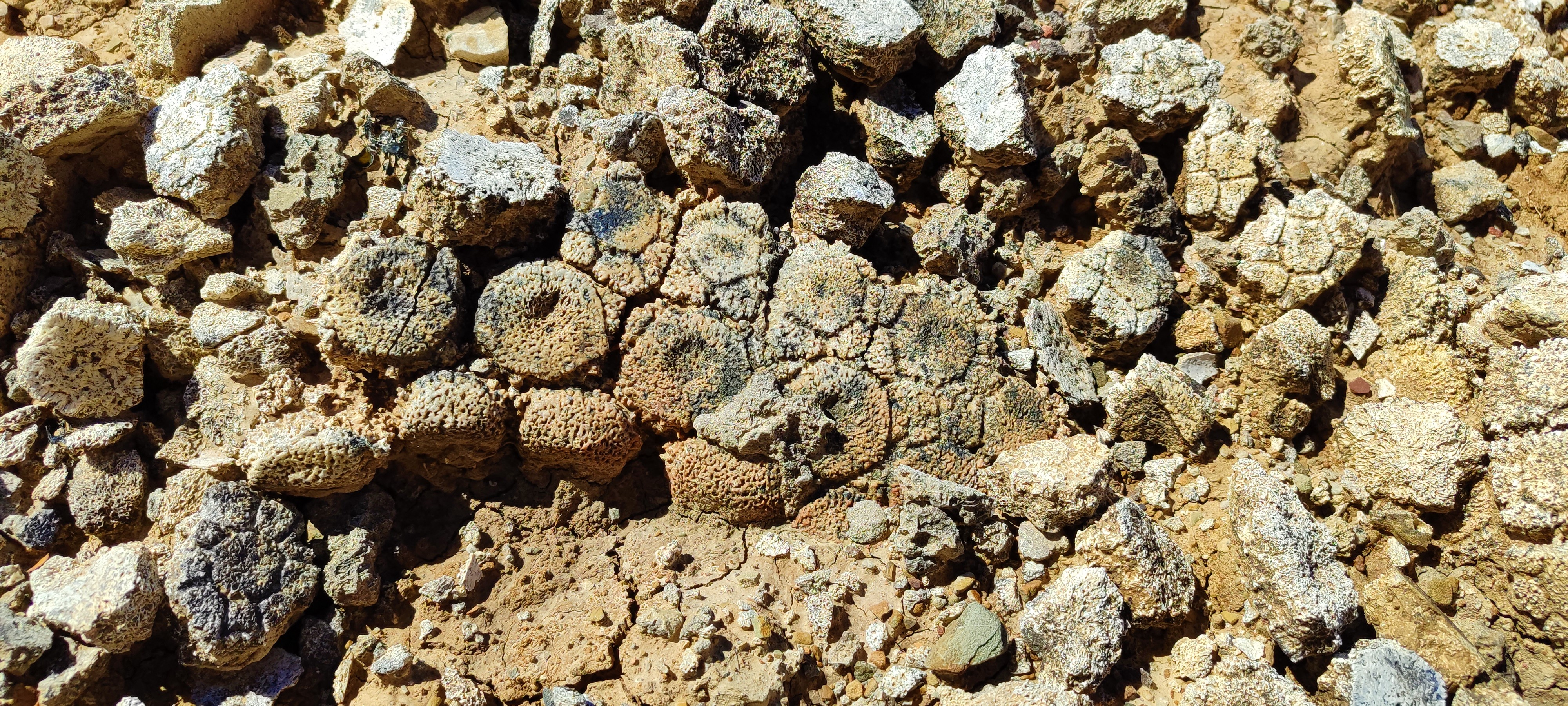
Losetas de gliptodonte en Rujero
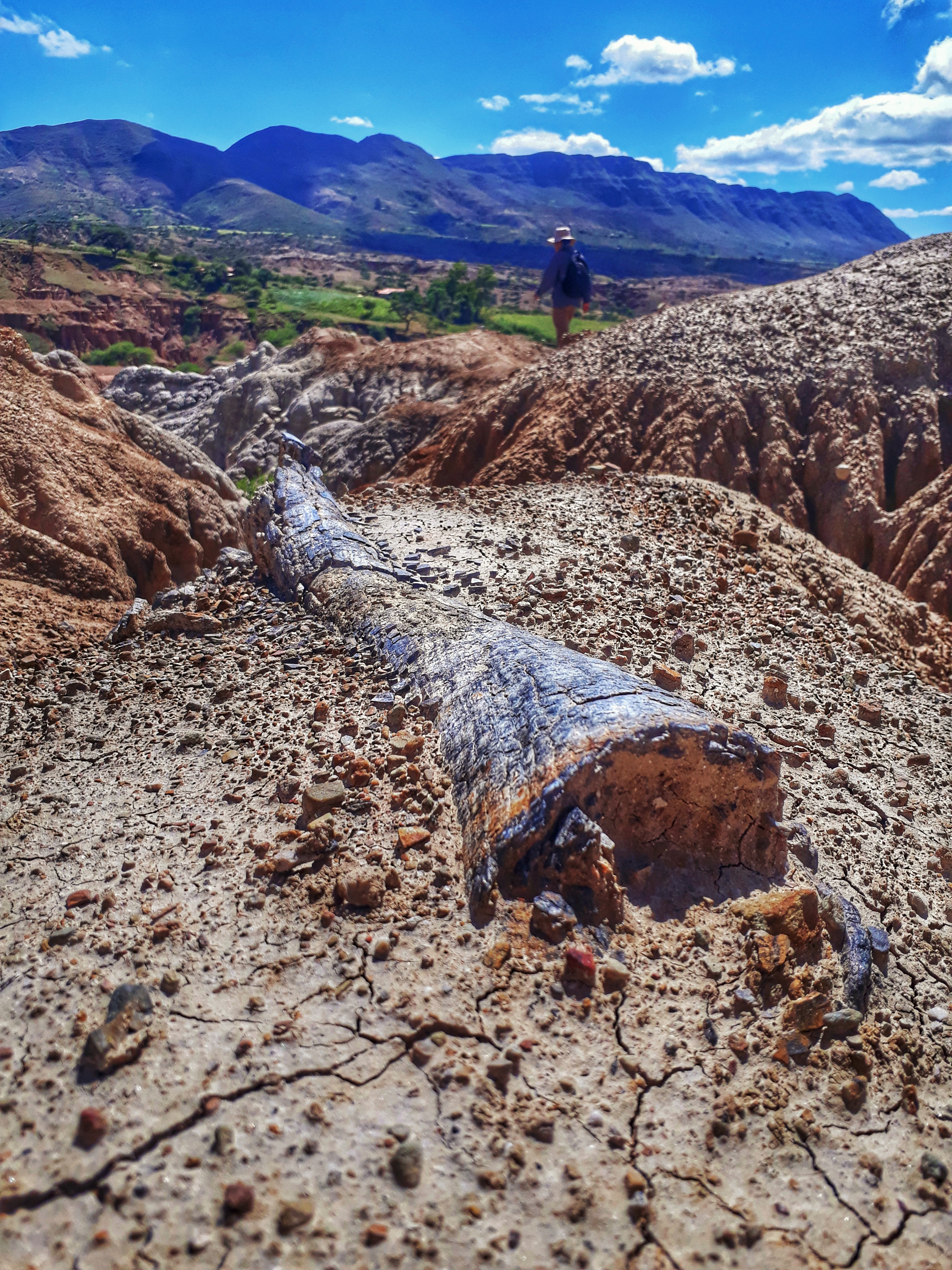
Colmillo de mastodonte en Rujero
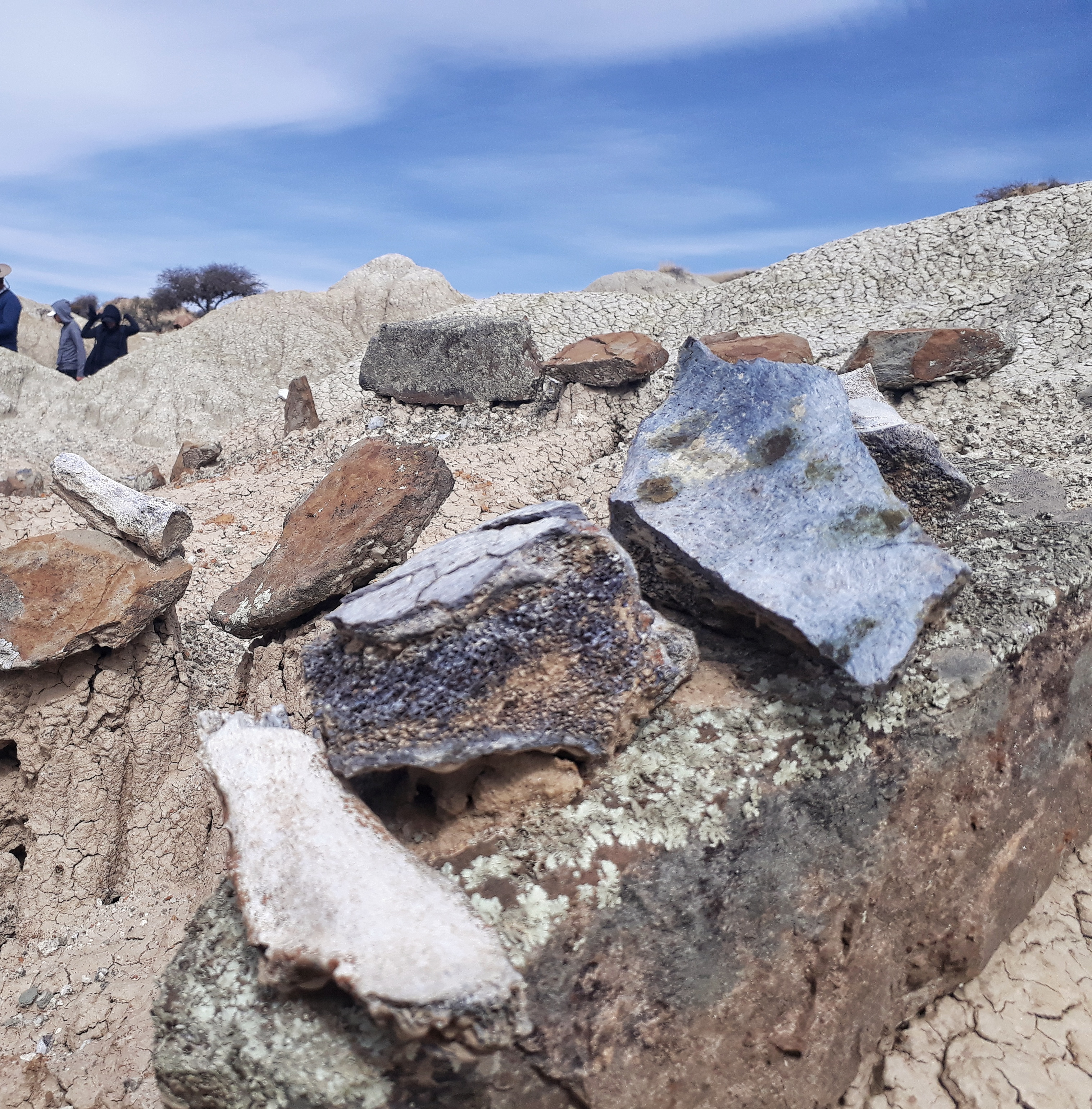
Fragmentos fósiles deteriorados